# Bruine beeksalamander
De bruine beeksalamander (Desmognathus fuscus) is een salamander uit de familie longloze salamanders (Plethodontidae). De soort werd voor het eerst wetenschappelijk beschreven door Constantine Samuel Rafinesque-Schmaltz in 1820. Oorspronkelijk werd de wetenschappelijke naam Salamandra fusca gebruikt.

## Uiterlijke kenmerken
De lichaamslengte loopt uiteen van 6,5 tot 14 centimeter. De bruine beeksalamander heeft een wat langgerekt lichaam; de poten staan enigszins uit elkaar en het dier heeft een lange, dikke en zijdelings afgeplatte staart. De ribben en gifklieren zijn opvallend goed zichtbaar en de kop is iets verlengd en heeft geen nek waardoor het uiterlijk eerder op een vis lijkt dan op een salamander. De ogen puilen wat uit en staan aan de bovenzijde van de kop, de kleuren variëren van licht- tot donkerbruin maar kan ook donkergrijs tot zwart zijn. De meeste exemplaren hebben een zeer onregelmatig vlekjespatroon op de rug en staart, soms ook strepen op de flank. Bij donkere exemplaren kan de tekening ook lichter zijn. Mannetjes hebben in de paartijd een oranje buik en een gevlekte keel.

## Verspreiding en habitat
De bruine beeksalamander komt voor in Noord-Amerika, in het noordoosten van de Verenigde Staten en het zuiden van Canada. De salamander houdt van wat koeler water en leeft in bronnen, vennen en meertjes en vaak op plaatsen die tijdelijk onderwater lopen zoals weilanden en rivierbeddingen, maar ook in bossen.

## Levenswijze
De eitjes zijn erg talrijk en worden onder stenen en boomstammen bij het water afgezet. Juvenielen hebben vijf tot acht paar gele stippen op de rug die vervagen naarmate de dieren ouder worden. Het voedsel bestaat uit kleine ongewervelden zoals insecten en wormen. Deze soort leeft zowel op het land en met name in de paartijd ook in het water. Bij bedreiging kan de salamander een sprong maken van meerdere malen zijn eigen lichaamslengte wat ongebruikelijk is bij salamanders.